# Giuseppe Incocciati
Giuseppe Incocciati (Fiuggi, 16 novembre 1963) è un allenatore di calcio ed ex calciatore italiano, di ruolo attaccante.

## Carriera

### Giocatore

Incocciati al tiro per il Milan nel 1985

Gioca nel Milan nel campionato della retrocessione in Serie B, il 1981-1982, nella partita dell'11 ottobre 1981 contro il Bologna. Il primo anno in massima serie colleziona 13 presenze e l'anno successivo, fra i cadetti appunto, diventa titolare dando un apporto alla squadra per riconquistare la Serie A. Il 1º dicembre 1982 esordisce anche in Nazionale Under-21, con cui giocherà solo questa gara, contro i pari età ciprioti. Tra il 1983 e il 1985 gioca sempre al Milan, 29 presenze e 2 reti, passa quindi all'Ascoli in prestito, in Serie B, nella stagione 1985-86. Con i marchigiani realizza 10 reti in 33 incontri contribuendo in modo fruttuoso alla risalita della squadra di Costantino Rozzi in massima divisione.
Le buone prestazioni in bianconero gli valgono la chiamata dell'Atalanta, che lo preleva dal Milan, dove nel frattempo è rientrato. Segna 5 reti nel campionato 1986-1987 e poi, nell'ottobre successivo, viene ceduto in prestito all'Empoli dove realizza 2 reti in 22 incontri. Rientra a Bergamo per passare poi al Pisa di Romeo Anconetani, squadra in cui stabilisce il suo primato di reti in Serie A, sette, che riuscirà a eguagliare a Napoli due stagioni dopo, quando si accasa nel club di Corrado Ferlaino campione d'Italia in carica che lo acquista per 4 miliardi di lire, proprio a Napoli diventa grande amico di Maradona, che porterà più volte nella sua città natale, Fiuggi.
Con il Pisa, segna all'Ascoli la rete decisiva per la vittoria dei toscani. Incocciati chiuderà la carriera tra il settembre 1993 e il giugno 1995, realizzando l'ultima rete in campionato, in Serie B, contro il Pescara, nel giorno in cui scompare Costantino Rozzi e segnando una doppietta decisiva all'Ancona, allo Stadio Del Conero, nella semifinale del Torneo Anglo-Italiano. 70 le sue reti complessive in quindici campionati, sette di Serie A e otto di Serie B. 12 il suo primato personale di gol è nel Pisa 1989-1990, in cadetteria.
In carriera ha collezionato complessivamente 139 presenze e 23 reti in Serie A e 196 presenze e 47 reti in Serie B.

### Allenatore
Diventato allenatore professionista, nel 2007 allena i Giovanissimi Nazionali della Cisco Roma e nel 2008 sostituisce Alessandro Calori nella guida dell'Avellino ma il 7 ottobre dello stesso anno viene esonerato e sostituito da Salvatore Campilongo. Nel luglio del 2009 viene chiamato dal patron della Cisco Roma, Piero Tulli, per allenare la terza squadra di Roma, militante in Seconda Divisione, con cui aveva iniziato la carriera di allenatore con i Giovanissimi e con la quale vince la finale play off contro il Catanzaro e approdando così in Lega Pro Prima Divisione. Vince il Premio CONI come miglior allenatore della stagione. Viene poi confermato alla guida tecnica anche della nuova società, denominata Atletico Roma. Il 19 aprile 2011 si dimette dalla guida della squadra, lasciando l'Atletico Roma nelle posizioni alte della classifica e in lotta per la qualificazione ai playoff. Viene sostituito da Roberto Chiappara.
Il 1º settembre 2015 assume la guida del Martina, formazione di Lega Pro, venendo però esonerato l'11 novembre seguente salvo poi essere richiamato dopo solo una settimana.
Quattro anni dopo la sua ultima esperienza in panchina, nel 2019, viene chiamato ad allenare in Serie D l'Atletico Terme Fiuggi. A fine stagione 2020-21, non viene confermato ed è sostituito dal suo vice Fabrizio Romondini.

### Dopo il ritiro
È opinionista per i canali nazionali Mediaset Premium, RAI, LA7 e per l'emittente locale Teleuniverso nonché per la stazione Isoradio. È inoltre giornalista pubblicista, iscritto all'albo dal 2010. Dal 2022 è uno degli opinionisti di Coppa Italia LIVE sulle reti Mediaset.
Dal 2000 si è anche dato alla politica, ricoprendo l'incarico di assessore allo sport per il comune di Fiuggi, per Forza Italia. Alle politiche del 2018 è candidato al Senato per Forza Italia, posizionato al terzo posto nel listino proporzionale di Frosinone, non risultando eletto.
Nel 2023 viene scelto dal vicepremier e ministro Antonio Tajani come consigliere per "le tematiche giovanili e sportive".

## Statistiche

### Statistiche da allenatore
Statistiche aggiornate al 13 dicembre 2023.
| Stagione                     | Squadra                      | Campionato                   | Campionato | Campionato | Campionato | Campionato | Coppe nazionali | Coppe nazionali | Coppe nazionali | Coppe nazionali | Coppe nazionali | Coppe continentali | Coppe continentali | Coppe continentali | Coppe continentali | Coppe continentali | Altre coppe | Altre coppe | Altre coppe | Altre coppe | Altre coppe | Totale | Totale | Totale | Totale | % Vittorie |
| Stagione                     | Squadra                      | Comp                         | G          | V          | N          | P          | Comp            | G               | V               | N               | P               | Comp               | G                  | V                  | N                  | P                  | Comp        | G           | V           | N           | P           | G      | V      | N      | P      | %          |
| ---------------------------- | ---------------------------- | ---------------------------- | ---------- | ---------- | ---------- | ---------- | --------------- | --------------- | --------------- | --------------- | --------------- | ------------------ | ------------------ | ------------------ | ------------------ | ------------------ | ----------- | ----------- | ----------- | ----------- | ----------- | ------ | ------ | ------ | ------ | ---------- |
| ago.-ott. 2008               | Avellino                     | B                            | 7          | 0          | 2          | 5          | CI              | 1               | 0               | 0               | 1               | -                  | -                  | -                  | -                  | -                  | -           | -           | -           | -           | -           | 8      | 0      | 2      | 6      | &0,00      |
| 2009-2010                    | Cisco Roma/Atletico Roma     | 2D                           | 34+4       | 19+1       | 11+2       | 4+1        | CI-LP           | 6               | 4               | 1               | 1               | -                  | -                  | -                  | -                  | -                  | -           | -           | -           | -           | -           | 44     | 24     | 14     | 6      | 54,55      |
| 2010-apr. 2011               | Cisco Roma/Atletico Roma     | 1D                           | 30         | 14         | 5          | 11         | CI+CI-LP        | 1+4             | 0+2             | 0               | 1+2             | -                  | -                  | -                  | -                  | -                  | -           | -           | -           | -           | -           | 35     | 16     | 5      | 14     | 45,71      |
| Totale Cisco\Atletico Roma   | Totale Cisco\Atletico Roma   | Totale Cisco\Atletico Roma   | 64+4       | 33+1       | 16+2       | 15+1       |                 | 11              | 6               | 1               | 4               |                    | -                  | -                  | -                  | -                  |             | -           | -           | -           | -           | 79     | 40     | 19     | 20     | 50,63      |
| 2015-gen. 2016               | Martina Franca               | LP                           | 19         | 3          | 3          | 13         | -               | -               | -               | -               | -               | -                  | -                  | -                  | -                  | -                  | -           | -           | -           | -           | -           | 19     | 3      | 3      | 13     | 15,79      |
| 2019-2020                    | Atletico Terme Fiuggi        | D                            | 26         | 8          | 9          | 9          | CI              | 2               | 1               | 0               | 1               | -                  | -                  | -                  | -                  | -                  | -           | -           | -           | -           | -           | 28     | 9      | 9      | 10     | 32,14      |
| 2020-2021                    | Atletico Terme Fiuggi        | D                            | 34         | 8          | 16         | 10         | -               | -               | -               | -               | -               | -                  | -                  | -                  | -                  | -                  | -           | -           | -           | -           | -           | 34     | 8      | 16     | 10     | 23,53      |
| Totale Atletico Terme Fiuggi | Totale Atletico Terme Fiuggi | Totale Atletico Terme Fiuggi | 60         | 16         | 25         | 19         |                 | 2               | 1               | 0               | 1               |                    | -                  | -                  | -                  | -                  |             | -           | -           | -           | -           | 62     | 17     | 25     | 20     | 27,42      |
| Totale carriera              | Totale carriera              | Totale carriera              | 150+4      | 52+1       | 46+2       | 52+1       |                 | 14              | 7               | 1               | 6               |                    | -                  | -                  | -                  | -                  |             | -           | -           | -           | -           | 168    | 60     | 49     | 59     | 35,71      |

## Palmarès

### Giocatore

#### Club

##### Competizioni nazionali
- Campionato italiano di Serie B: 3

Milan: 1980-1981, 1982-1983
Ascoli: 1985-1986
- Supercoppa italiana: 1

Napoli: 1990

##### Competizioni internazionali
- Coppa Mitropa: 1

Milan: 1981-1982

#### Individuale
- Capocannoniere della Supercoppa Mitropa: 1

1989 (1 gol, a pari merito con Petr Škarabela, Karel Kula, Radim Nečas, Francis Severeyns, Davide Lucarelli e Radek Basta)